# Vachterbergia grayi
Vachterbergia grayi är en stekelart som beskrevs av Robert A.Wharton 1994. Vachterbergia grayi ingår i släktet Vachterbergia och familjen bracksteklar. Inga underarter finns listade i Catalogue of Life.